# Хачатрян Левон Седракович
Левон Седракович Хачатрян (1907, місто Ерівань, тепер Єреван, Вірменія — 15 грудня 1972, місто Єреван, тепер Вірменія) — вірменський радянський діяч, секретар ЦК КП(б) Вірменії із електростанцій, заступник голови Ради міністрів Вірменської РСР, голова Держплану Вірменської РСР. Депутат Верховної ради Вірменської РСР у 1947—1972 роках. 

## Життєпис
У 1931 році закінчив Ленінградський політехнічний інститут, здобув спеціальність інженера-електрика.
Працював інженером на виробництві.
Член ВКП(б) з 1940 року.
У 1941 році — народний комісар місцевої промисловості Вірменської РСР.
У 1941 — серпні 1943 року — секретар ЦК КП(б) Вірменії із електростанцій.
У серпні 1943 — 1945 року — заступник секретаря ЦК КП(б) Вірменії.
У 1945 — 29 березня 1947 року — заступник голови Державного планового комітету (Держплану) при Раді міністрів Вірменської РСР.
29 березня 1947 — 14 травня 1949 року — голова Державного планового комітету (Держплану) при Раді міністрів Вірменської РСР.
Одночасно з 29 березня 1947 по 14 травня 1949 року — заступник голови Ради міністрів Вірменської РСР.
У 1949—1952 роках — постійний представник Ради міністрів Вірменської РСР при Раді міністрів СРСР.
30 жовтня 1952 — 15 грудня 1972 року — голова Державного планового комітету (Держплану) при Раді міністрів Вірменської РСР.
Одночасно 22 жовтня 1965 — 15 грудня 1972 року — заступник голови Ради міністрів Вірменської РСР.
Помер 15 грудня 1972 року в Єревані.

## Нагороди
- орден Леніна
- орден Жовтневої Революції
- орден Червоної Зірки
- медалі